# 渡邉英児
渡邉 英児（わたなべ えいじ、1969年7月5日 - ）は、静岡県出身の競艇選手である。登録番号3502。身長167cm。血液型B型。67期。同期に大場敏、後藤浩、市川哲也らがいる。師匠は野長瀬正孝。

## 来歴
- 1990年、デビュー。
- 1998年8月2日、浜名湖競艇場での周年記念で記念初優勝[1]。
- 2006年に32走連続2連対を記録。
- 2018年4月22日、福岡競艇場でのプレミアムGI第19回マスターズチャンピオンで優勝[2]。